# Primeira Liga Macedônia de Futebol de 2018–19
A Primeira Liga Macedônia 2018–19 será a 27.ª temporada da Primeira Liga Macedônia de Futebol, a maior e principal liga de futebol da Macedônia do Norte. Começará em 5 de agosto de 2018 e programada para terminar em maio de 2019. As dez equipes participantes jogam uma contra as outras quatro vezes, totalizando 36 partidas  até termos o campeão da temporada. O Shkëndija é o atual campeão, tendo conquistado assim seu segundo título na competição na temporada 2017–18.

## Promovidos e rebaixados
| No final da temporada 2017–18 Promovidos da Segunda Liga de 2017–18 - Belasica (Campeão; Leste) - Makedonija GjP (Campeão; Oeste) Rebaixados para a Segunda Liga de 2018–19 - Skopje (9.º) - Pelister (10.º) |

## Equipes participantes
| Clube            | Cidade      | Estádio              | Capacidade |
| ---------------- | ----------- | -------------------- | ---------- |
| Akademija Pandev | Strumica    | Stadion Kukush       | 3.000      |
| Belasica         | Strumica    | Stadion Mladost      | 6.370      |
| Makedonija GjP   | Skopje      | Stadion Gorče Petrov | 2.570      |
| Pobeda           | Prilep      | Stadion Goce Delčev  | 15.000     |
| Rabotnichki      | Skopje      | Philip II Arena      | 32.580     |
| Renova           | Djepchishte | City Stadium Tetovo  | 15.000     |
| Shkëndija        | Tetovo      | City Stadium Tetovo  | 15.000     |
| Shkupi           | Skopje      | Stadion Čair         | 5.000      |
| Sileks           | Kratovo     | Stadion Sileks       | 3.000      |
| Vardar           | Skopje      | Philip II Arena      | 32.580     |

Fonte: 

### Técnicos, Capitães, Material esportivo e Patrocinadores
| Time             | Técnico             | Capitão             | Material esportivo | Patrocinador            |
| ---------------- | ------------------- | ------------------- | ------------------ | ----------------------- |
| Akademija Pandev | Risto Panov         | Sashko Pandev       | Givova             |                         |
| Belasica         | Stefan Koshilevski  | Zoran Mitevski      |                    |                         |
| Makedonija GjP   | Jovica Knezhevikj   |                     |                    |                         |
| Pobeda           | Zhivko Kostadinov   | Zarko Mladenovikj   | Jako               | Krali Marko & Vitaminka |
| Rabotnichki      | Gjoko Vasilev       | Ostoja Stjepanovikj | Joma               |                         |
| Renova           | Zhikica Veljanovski | Trajko Spaseski     | Jako               | Renova                  |
| Shkëndija        | Zoran Blazhevski    | Dino Ganchev        | Macron             | Ecolog                  |
| Shkupi           | Dushan Bozhinovski  | Trajko Ivanovikj    | Nike               | V:KO                    |
| Sileks           | Zhikica Tasevski    | Gligor Gligorov     | Legea              |                         |
| Vardar           | Aleksandar Vasoski  | Goran Popov         | Hummel             | BetCity                 |

## Regulamento
A temporada de 2018–19 da Primeira Liga começou em 11 de agosto de 2018 e termina em 26 de maio de 2019. A fórmula de disputa será igual a da temporada passada, ou seja, 10 times jogarão um contra o outro quatro vezes, duas vezes como mandante e duas como visitante. O primeiro colocado ao final da competição além do título de Campeão Macedônio de Futebol, terá vaga nas Eliminatórias da Liga dos Campeões de 2019–20. O vice-campeão e o terceiro colocado entrarão na primeira pré-eliminatória da Liga Europa de 2019–20, juntamente com o vencedor da Copa da Macedônia do Norte (caso este esteja entre os três primeiros colocados da Primeira Liga de 2018–19, o quarto colocado receberá a vaga pra Liga Europa de 2019–20). Os dois últimos colocados serão rebaixados de imediato para a Segunda Liga Macedônia de Futebol de 2019–20, o terceiro pior colocado disputará sua permanência na liga principal através de uma partida contra o vencedor do play-off entre os segundos colocados dos dois grupos (Leste e Oeste) da Segunda Liga Macedônia de Futebol de 2018–19.

## Tabela do campeonato
| Pos | Equipe           | Pts | J  | V  | E | D  | GP | GC | SG  | Qualificação, acesso e rebaixamento |
| --- | ---------------- | --- | -- | -- | - | -- | -- | -- | --- | ----------------------------------- |
| 1   | Shkëndija        | 43  | 19 | 13 | 4 | 2  | 43 | 14 | +29 | Eliminatórias da Liga dos Campeões  |
| 2   | Vardar           | 35  | 19 | 10 | 5 | 4  | 22 | 11 | +11 | Preliminares da Liga Europa         |
| 3   | Akademija Pandev | 33  | 19 | 10 | 3 | 6  | 23 | 14 | +9  | Preliminares da Liga Europa         |
| 4   | Rabotnichki      | 27  | 19 | 8  | 3 | 8  | 27 | 29 | −2  |                                     |
| 5   | Shkupi           | 24  | 19 | 6  | 6 | 7  | 18 | 21 | −3  |                                     |
| 6   | Renova           | 22  | 19 | 5  | 7 | 7  | 20 | 25 | −5  |                                     |
| 7   | Makedonija GP    | 21  | 19 | 5  | 6 | 8  | 22 | 29 | −7  |                                     |
| 8   | Sileks           | 19  | 19 | 4  | 7 | 8  | 14 | 25 | −11 | Play-off para evitar o rebaixamento |
| 9   | Pobeda           | 18  | 19 | 5  | 3 | 11 | 15 | 25 | −10 | Rebaixados para a Segunda Liga      |
| 10  | Belasica         | 18  | 19 | 4  | 6 | 9  | 16 | 27 | −11 | Rebaixados para a Segunda Liga      |

## Resultados
As dez equipes participantes jogam uma contra as outras quatro vezes, totalizando 36 partidas para cada equipe.
| Mandante \ Visitante | AKP | BEL | MGP | POB | RAB | REN | SKË | SKU | SIL | VAR |
| -------------------- | --- | --- | --- | --- | --- | --- | --- | --- | --- | --- |
| Akademija Pandev     | —   | 3–0 | 2–1 | 2–1 | 1–0 | 0–2 | 0–0 | 1–0 | 3–0 | 0–0 |
| Belasica             | 0–2 | —   | 1–4 | 2–1 | 1–2 | 3–1 | 0–2 | 1–0 | 1–1 | 1–1 |
| Makedonija GjP       | 1–0 | 0–0 | —   | 1–0 | 3–0 | 1–2 | 0–0 | 2–2 | 1–1 | 1–3 |
| Pobeda               | 2–4 | 1–0 | 0–2 | —   | 0–2 | 1–0 | 0–2 | 2–0 | 2–0 | 0–1 |
| Rabotnichki          | 1–0 | 1–1 | 5–1 | 3–1 | —   | 3–4 | 1–2 | 0–2 | 2–1 | 0–2 |
| Renova               | 1–1 | 0–2 | 1–1 | 2–1 | 0–2 | —   | 0–3 | 2–0 | 1–1 | 0–1 |
| Shkëndija            | 0–1 | 4–1 | 5–1 | 0–2 | 6–2 | 2–2 | —   | 3–0 | 5–0 | 2–2 |
| Shkupi               | 1–0 | 1–0 | 2–1 | 0–0 | 1–1 | 1–1 | 1–2 | —   | 2–0 | 1–0 |
| Sileks               | 1–0 | 1–0 | 1–1 | 0–0 | 2–0 | 1–0 | 1–2 | 1–1 | —   | 0–1 |
| Vardar               | 3–0 | 1–1 | 1–0 | 3–0 | 0–1 | 0–0 | 0–2 | 2–1 | 1–0 | —   |

| Mandante \ Visitante | AKP | BEL | MGP | POB | RAB | REN | SKË | SKU | SIL | VAR |
| -------------------- | --- | --- | --- | --- | --- | --- | --- | --- | --- | --- |
| Akademija Pandev     | —   |     | 3–0 |     |     |     |     |     |     |     |
| Belasica             |     | —   |     |     |     |     |     |     |     |     |
| Makedonija GjP       |     |     | —   |     |     |     |     |     |     |     |
| Pobeda               |     | 1–1 |     | —   |     |     |     |     |     |     |
| Rabotnichki          |     |     |     |     | —   | 1–1 |     |     |     |     |
| Renova               |     |     |     |     |     | —   |     |     |     |     |
| Shkëndija            |     |     |     |     |     |     | —   |     |     | 1–0 |
| Shkupi               |     |     |     |     |     |     |     | —   |     |     |
| Sileks               |     |     |     |     |     |     |     | 2–2 | —   |     |
| Vardar               |     |     |     |     |     |     |     |     |     | —   |

Fonte: Soccerway.com

## Estatísticas

### Artilheiros
- Atualizado até domingo, 17 de fevereiro de 2019 (UTC−3)

| Posição | Jogador             | Clube            | Gols |
| ------- | ------------------- | ---------------- | ---- |
| 1       | Besart Ibraimi      | Shkëndija        | 11   |
| 1       | Vlatko Stojanovski  | Renova           | 11   |
| 3       | Izair Emini         | Shkëndija        | 10   |
| 3       | Petar Petkovski     | Rabotnichki      | 10   |
| 5       | Ljupcho Doriev      | Akademija Pandev | 7    |
| 5       | Hristijan Kirovski  | Makedonija GjP   | 7    |
| 7       | Kyrian Nwabueze     | Pobeda           | 6    |
| 8       | Zoran Baldovaliev   | Belasica         | 5    |
| 8       | Mario Krstovski     | Akademija Pandev | 5    |
| 8       | Ostoja Stjepanovikj | Rabotnichki      | 5    |
| 11      | 10 jogadores        | 10 jogadores     | 4    |

Fonte: Soccerway.com